# 日経ビジネスアソシエ
『日経ビジネスアソシエ』（にっけいビジネスアソシエ）は、日経BPが毎月発行していた、次世代のリーダーを目指す、意欲あるビジネスパーソンのための情報誌。
2002年4月の創刊から2003年5月までは月刊。2003年6月から2011年12月までの約8年半の期間は月2回刊。2012年1月からは月刊だった。2018年8月10日に発売した号を最後に休刊した。
創刊時の初代編集長は、経済ジャーナリスト・コメンテーターの渋谷和宏。2002年4月8日発売の「創刊号（2002年5月号）」の第1特集のタイトルは「問題会社で輝く人　優良会社で仕事を失くす人」。創刊時の価格は特別定価380円（税込み）。
2003年6月3日発売の「2003年6月17日号」（特集:「普通のあなたがチャンスをつかむ　異才から“実才”へ　新リーダーの条件」）で誌面をリニューアルし、刊行頻度を月刊から月2回刊に変更した。部数が徐々に伸び、広告出稿も順調だったため。
月刊誌としての創刊から約4年、2003年6月の月2回刊化から3年弱がたった、2006年4月4日発売の「2006年4月18日号」（特集:「うまく伝える『話し方』」）では、初めて実売10万部を突破（日本ABC協会公査部数）した。
2012年1月10日発売の「2012年2月号」（特集:「大人の習い事」）から、約8年半ぶりに刊行頻度を月2回刊から月刊に戻した。月2回刊の最後の号は2011年12月6日発売の「2011年12月20日・2012年1月3日合併号」（特集:「人生を黒字にする　おカネ防衛術」）。
2018年8月10日発売の「2018年9月号」（特集:「2025年大予測 『気が重い未来』の明るい歩き方」）をもって休刊することが決まった。
スキルアップ、キャリアアップ情報が中心の誌面構成。「ニュース報道や新聞からではうかがいしれない事象の本質を、若手ビジネスパーソンと等身大の目線から分析・究明し、日々の仕事と暮らしの変化に対応するための処方せんを提供する」ことを編集方針に掲げていた。
毎年11月号（月2回発行時代は11月上旬号）で大々的な手帳特集を組んでいた。

## 代表的な連載
| 連載名                                            | 連載期間                                 |
| ------------------------------------------------- | ---------------------------------------- |
| ユニクロ・柳井正の逆境への挑戦                    | 2002年5月号（創刊号）～ 2002年10月号     |
| 中村うさぎの欲望の仕掛人                          | 2002年5月号（創刊号）～ 2003年6月号      |
| 和田秀樹の心理学で経済を斬る                      | 2002年5月号（創刊号）～ 2003年6月号      |
| 森永卓郎のこだわり写真館                          | 2002年5月号（創刊号）～ 2003年6月号      |
| 重松清のニッポンの課長                            | 2002年5月号（創刊号）～ 2003年11月18日号 |
| 蟹瀬誠一のニュースの裏                            | 2002年5月号（創刊号）～ 2008年12月16日号 |
| アソシエ・グルメ・クラブ                          | 2002年5月号（創刊号）～ 2013年1月号      |
| ノーサラリーマン・ノークライ（小説）              | 2002年8月号 ～ 2004年1月20日号           |
| 吉田たかよしが行く ニュースの現場                 | 2003年6月17日号 ～ 2003年11月4日号       |
| 和田秀樹の心理学で時代を斬る                      | 2003年6月17日号 ～ 2008年12月16日号      |
| 三木谷浩史の真実                                  | 2004年3月16日号 ～ 2005年7月6日号        |
| 山崎元のエコノミック渡世塾                        | 2004年3月16日号 ～ 2008年5月6日号        |
| 私の始末書                                        | 2004年3月16日号 ～ 2009年11月17日号      |
| 齋藤孝の五輪の身体                                | 2004年6月1日号 ～ 2004年9月7日号         |
| 日本（やまと）かぶれ                              | 2004年9月21日号 ～ 2005年9月6日号        |
| 養老孟司の森羅万虫                                | 2005年1月18日号 ～ 2007年10月16日号      |
| 吉越浩一郎・モチベーション革命                    | 2005年10月4日号 ～ 2006年8月1日号        |
| 外山滋比古・大人の日本語                          | 2005年10月4日号 ～ 2006年10月3日号       |
| 藤田晋・キャリアアップ塾                          | 2005年10月4日号 ～ 2014年6月号           |
| 和田裕美のキャリアを磨くコミュニケーション作法    | 2007年1月16日号 ～ 2011年12月20日号      |
| 小室淑恵の超実践プレゼン講座                      | 2007年1月16日号 ～ 2007年10月16日号      |
| 山崎元の経済元論                                  | 2008年5月20日号 ～ 2014年6月号           |
| 勝間和代のニュースな仕事術                        | 2008年9月2日号 ～ 2011年12月20日号       |
| 三浦展の世相予想図                                | 2009年1月6日号 ～ 2010年4月6日号         |
| 外山滋比古 ことば・こばなし                       | 2009年1月20日号 ～ 2009年7月7日号        |
| 平井伯昌の“金メダリスト”育成塾                    | 2009年1月20日号 ～ 2014年6月号           |
| 太田光代の「率直に申し上げます」                  | 2012年2月号 ～ 2013年9月号               |
| 今田耕司の「社長に聞きたい！」                    | 2012年2月号 ～ 2014年6月号               |
| 糸井重里の「気仙沼のほぼ日」                      | 2012年2月号 ～ 2014年6月号               |
| リブセンス社長 村上太一の「未来」の話をしよう     | 2014年7月号 ～ 2015年11月号              |
| ケリー・マクゴニガルの 成果を上げる教室           | 2014年7月号 ～ 2016年5月号               |
| 門倉貴史の カドノミクス ここだけの話              | 2014年7月号 ～ 2017年9月号               |
| サイバーエージェント社長 藤田晋の 成長論          | 2014年7月号 ～ 2017年9月号               |
| 内藤忍の資産デザイン教室                          | 2015年1月号 ～ 2016年2月号               |
| 星野佳路の もっと“ヤバく”行こう！                 | 2015年7月号 ～ 2016年1月号               |
| 村岡恵理のどんな朝でも素晴らしい                  | 2015年7月号 ～ 2017年5月号               |
| 石原壮一郎の大人力向上委員会                      | 2015年7月号 ～ 2017年9月号               |
| 森川亮の日々是進化                                | 2015年7月号 ～ 2017年9月号               |
| 長谷川滋利流 実践英会話術                         | 2015年7月号 ～ 2017年9月号               |
| 中村獅童の オレに言わせろ！                       | 2015年7月号 ～ 2017年9月号               |
| 弘兼憲史の書きかけの履歴書                        | 2015年7月号 ～ 2017年10月号              |
| 齋藤孝のコミュニケーション部                      | 2015年7月号 ～ 2018年9月号（最終号）     |
| 南場智子の DNA私の仕事哲学 『不格好経営』のその後 | 2015年8月号 ～ 2016年8月号               |
| 赤羽雄二の最速で成果を出す時短術                  | 2015年10月号 ～ 2018年9月号（最終号）    |
| 寺尾玄 旅する生き方                               | 2015年10月号 ～ 2018年9月号（最終号）    |
| 仲暁子 Do What You Love                           | 2015年10月号 ～ 2018年9月号（最終号）    |
| 小泉文明 Go Bold！                                | 2015年11月号 ～ 2018年9月号（最終号）    |

- 連載名および連載期間はともに、国立情報学研究所が運営する「CiNii」および日経BPの運営する「日経BPビズボード」の情報による。